# Загоре (село)
 Тази статия е за селото.  За историко-географската област със същото име вижте Загоре.  
Загоре е село в Южна България. То се намира в община Стара Загора, област Стара Загора.

## География
Село Загоре се намира на 11 км южно от Стара Загора – по пътя за Димитровград, вляво. В землището на селото се намира детелината на автомагистрала „Тракия“ с отбивка за Стара Загора и Димитровград.
Селото е разположено ниско в равнината – надморска височина: 100 – 199 m.
Населението е от около 1302 души. Около селото няма планини и затова зимите са студени, а летата-горещи.

## История
Днешното село Заго̀ре е създадено през 1950 г. чрез сливането на две села в Старозагорски окръг, Старозагорска околия, общ. Оборито, а именно: чрез присъединяване на с. Голя̀мо кадѝево, намиращо се в днешната източна част на с. Загоре, към с. Обо̀рито – в днешната западна част на с. Загоре. Обединението е станало възможно в резултат на референдум, проведен през 1948 г.
За първи път двете села-предшественици на с. Загоре официално са отразени като населени места в България към 3 март 1878 г., когато западното село се е наричало Ахъ̀рито. Към 21 декември 1906 г. с. Ахърито е преименувано на с. Оборито със Закона за променение названията на села от 20 ноември 1906 г.
С Указ 794 на Президиума на Народното събрание от 24 септември 1949 г. е установено ново административно-териториално устройство (АТУ), съгласно което двете села са включени в Старозагорски окръг, Старозагорска околия, Община Оборито. С Указ 230 на Президиума на Народното събрание от 18 май 1950 г. с. Голямо Кадиево е присъединено към с. Оборито, а с Указ 236 на Президиума на Народното събрание от 22 май 1950 г. обединеното с. Оборито официално е преименувано на с. Загоре.
С Решение на Старозагорския окръжен народен съвет от 1 декември 1958 г. е променено АТУ на селото и то бива включено в Община Могила, Старозагорска околия. С Указ 29 на Президиума на Народното събрание от 22 януари 1959 г. се премахват околиите като съставни единици на АТУ на страната, а с Указ 113 на Президиума на Народното събрание от 3 март 1959 г. селото преминава в Община Коларово, окръг Старозагорски. Обратно в Община Могила, окръг Старозагорски, селото бива върнато с Указ 5 на Президиума на Народното събрание от 5 януари 1963 г., докато с Указ 2295 на Държавния съвет на НРБ от 22 декември 1978 г. е включено в Община Стара Загора, в която селото е включено и днес. С Указ 2704 на Държавния съвет на НРБ от 28 август 1987 г. е премахнато АТ деление на страната на окръзи, при което с. Загоре, като част от Община Стара Загора е включено в новата Област Хасковска. С влизане в сила на Указ 1 на Президента на Републиката от 5 януари 1999 г. с. Загоре вече е част от Община Стара Загора, област Старозагорска. Съгласно Закон за регионалното развитие от 15 май 2008 г. актуалната АТ принадлежност на селото е: Република България, район „Югозападна и Южна централна България“, Южен централен район, обл. Стара Загора, общ. Стара Загора.
В средата на XIX век населението на територията на сегашното село е било изключително турско, земята е принадлежала на кадията (съдия, тур.) на Ески Заара (Стара Загора, тур.). Село Голямо Кадиево вероятно води началото си от поселението на ратаите, обслужвали чифлика на кадията. Името и произхода на село Оборито (Ахърито) идва от първоначално намиралите се там големи ахъри (обори, тур.), обслужвали голям местен керван-сарай (хан, странноприемница, тур.), в който отсядали много пътници между Северна и Южна България. Постепенно българите аргати в чифлика и керван-сарая се увеличили. Първоначално къщите във всяка от двете махали са били около 6-7бр. със стени от плат, измазани с глина, с покриви от слама. До началото на Освободителната война двете махали вече достигат 30 – 40 къщи. При пожар керван-сараят е изгорял. Впоследствие, през 1877 г. цялото село е изгорено до основи при настъплението на Сюлейман паша към Стара Загора, като оцеляват само един хамбар и една къща. Възстановено е от оцелелите жители и нови заселници, като стари къщи от края на 19 век няма запазени.
Първото училище в село Оборито е построено непосредствено след Освобожданието. И в двете села е имало начални училища за класове от 1 до 4 отделение, които са изцяло разрушени от земетресението през 1928 г., след което са построени нови. През годините на социализма в обединеното село е построено голямо основно училище „Христо Ботев“ /до 8 клас/ с дългогодишен директор Таньо Петков до началото на 90-те години на 20в.
Основен поминък на населението е било земеделието и скотовъдството. До около 1940 г. жътвата се е извършвала ръчно, а след това – със „жътварки“, теглени от волове. Тогава са закупени и ръчни веялки, произведени от фабриката на „Братя Петрови“ в с. Кирилово. Вършеело се е с дикани, направени от помаци, които са идвали всяка година за по няколко дни в селото. През 1928 г. е сформирана Кредитна кооперация „Благодат“ с дългогодишен касиер и Председател на УС – Илия Атанасов. През 1935 – 36 г. е построена мандра, функционирала до средата на 90-те години на 20 век с дългогодишен мандраждия - Желязко Тенев. Сградата ѝ съществува и до днес, но вече не се експлоатира като мандра. През 1945 г. в с. Оборито е образувано ТКЗС с дългогодишен счетоводител - Теньо В. Тенев, към което през 1949 г. се присъединява и с. Голямо Кадиево. Дотогава среднозаможните стопани са притежавали по около 70-80дка. земя, над 70% от населението е било със земя под 30дка.
Около 1936 г. в селото са закупени първите радиоапарати. Селото е електрифицирано през 1948 г., прокарана е радиоточка, функционирала до средата на 90-те г. на 20 век; има поща от 1969 г., а масово е телефонизирано от 1984 г. През годините на социализма, вкл. през първите години на 90-те г. на 20 век, в селото се е провеждал ежегоден селски събор на девети септември – с официална културно-масова част, общ овчи курбан за здраве, народна музика и масово хоро на селския мегдан.

## Религии
В селото преобладава християнството – има църква, макар и в самото село да не живее свещеник. Църквата е построена през 1943 г. на мястото на старото училище в село Оборито. Осветена е официално през 1947 г.
В църквата има запазени: графичен портрет на първия енорийски свещеник в с. Оборито – Боньо Пенчев, книга за раждания, умирания и сватби, икона на св. Богородица с Иисус Христос от края на 19 век и икона на Иисус Христос-Вседържател, както и две интересни старопечатни книги – Евангелие, руска редакция от 1877 г. и Евангелие на български език от 1881 г. На северната стена на църквата има мраморна плоча, на която са изписани имената на загиналите жители на двете села през войните от 1912 г. – 1918 г.

## Културни и природни забележителности
- В селото има действащо Народно читалище „Пробуда-1928“, развивало активна културна дейност още от началото на 30-те години на 20 век – поддържана е богата библиотека, изнасяни са самодейни театрални пиеси, рецитали, организирани са фолклорни концерти и събори, възпроизвеждани са народни обичаи и ритуали, през последните десетилетия в края на социализма два пъти седмично са провеждани кинопрожекции в салона на читалището. Дългогодишен ръководител на читалището до началото на 90-те години на 20в. в Господин Динев (Шопа),

Понастоящем читалището е регистрирано под номер 3215 в Министерство на Културата на Република България и към него има организирани действащи фолклорна група „Сладури“, както и коледарски състав, създаден от Пенчо Дойков през 1981 г. (женска фолклорна група – 10 души; лазарска група – 8 души и коледарски състав – 17 души). Читалището поддържа библиотека с около 3924 заглавия. Е-майл на читалището: nczagore1928@abv.bg.
- Основно училище „Христо Ботев“, с. Загоре предлага обучение от І до VІІІ клас, с общинско финансиране, с една учебна смяна – само сутрин.
- На 1 км източно в землището на селото, местност „Бостан търлъ“, се намира праисторическа селищна могила, известна на местното население като „Иван Желевата могила“, при разкопките на която през 50-те години на 20 век са открити глинени съдове, кремъчни оръдия на труда, каменни сечива и др. артефакти от ранния неолит (6 хил.г.-4 хил.г. пр. Хр.) и средната бронзова епоха (2 хил.г. пр. Хр.)

## Други
- Село Загоре има футболен отбор, наречен „Берое“, който провежда домакинските си срещи на стадиона в селото, който е с аматьорски размери.

## Институции
Кметство.
Училище, читалище, зъболекарски кабинет, фелдшерски пункт, земеделска кооперация.